# Saison 1 de Mia et moi
Chronologie
Saison 2
Cet article est le guide des épisodes de la première saison de la série d'animation Mia et moi.

## Résumé
Après le décès de ses parents, la jeune Mia, 12 ans est inscrite dans un internat  par sa tante. Elle s'y fait une ennemie, Violetta, la fille la plus populaire de l'école, et doit partager sa chambre avec Paula, l'une des complices de Violetta. Vincent est le souffre-douleur de Violetta et ses complices. Mia défend Vincent qui garde le secret de Centopia. Juste avant de partir, la tante de Mia lui laisse un livre que son père voulait l'offrir pour son anniversaire. C'est alors que Mia découvre un bracelet magique qui l'emporte dans le monde de Centopia, un monde mystérieux peuplée d'elfes et de licornes. Transformée en elfe, Mia fait la connaissance de Phuddle le faune et d'une licorne nommée Lyria, que Mia délivre d'un piège. La jeune fille se découvre alors un pouvoir : elle comprend les licornes. En visitant Centopia, Mia rencontre Mo, prince des elfes, et son amie Yuko. Ces derniers lui expliquent Lyria a été piégée par Panthéa, une reine diabolique qui utilise les cornes de licornes pour rester éternellement jeune. Plus tard, Lyria met au monde un poulain, Onchao, différent des autres licornes car doté d'une corne d'or et d'ailes, ainsi que d'un pouvoir de résurrection. Il est le seul qui puisse retrouver les pièces du trompetusse, un instrument capable d'anéantir Panthéa. Cette dernière l'avait détruit et en avait dispersé les morceaux dans les coins les plus reculés de Centopia. Onchao est sûrement la clé pour sauver Centopia des griffes de Panthéa. Par la suite Paula est le deuxième personnage qui est impliqué au sujet de Centopia juste après Vincent. Une fois que le tromptus est reconstitué cela peut vaincre Panthéa et ses soldats les monculus et la victoire sera fêté et dans le monde réel. La fin d'année approche, et tout le monde se dit au revoir.
Sans oublier Violetta et ses acolytes qui cherchent à dérober le livre de Mia pour en apprendre plus sur ce livre et le secret de Mia, mais elle échoue malgré ses nombreuses tentatives et on la retrouvera dans la saison 2 par la suite.

## Saison 1

### Épisode 1: Un monde nouveau
- Titre allemand: Ankunft in Centopia
- Titre italien: Parlando agli unicorni
- Titre anglais: Talking to Unicorns
  - Première diffusion: Le 19 décembre 2011 sur Canal+ en France
- Première diffusion italienne: Le 10 septembre 2012 sur Rai 2
- Résumé: Après le décès de ses parents, la jeune Mia 12 ans est inscrit à l'internat par sa tante. Arrivée dans ce collège, elle se fait une ennemie, Violetta, la fille la plus populaire de l'école et Mia doit partager sa chambre avec Paula, l'une des complices de Violetta. Juste avant de partir, la tante de Mia lui laisse un livre que son père voulait l'offrir pendant son anniversaire. C'est alors que Mia découvre un bracelet magique qui l'emporte dans le monde de Centopia, un monde peuplé d'elfes, de licornes et de mystères. Mia transformée en elfe fait la connaissance d'un phone nommé Phuddle et aussi d'une licorne nommée Lyria prise dans un piège. Mia la délivre et découvre qu'elle comprend les licornes. En visitant Centopia, Mia rencontre Mo, le prince des elfes, et son amie Yuko. Avant de repartir chez elle, Mo donne une bague de l'amitié à Mia.

### Épisode 2: Le bel espoir
- Titre allemand: Eine neue Hoffnung
- Titre italien: La speranza di Centopia
- Titre anglais: Centopia's Hope
- Première diffusion française:
- Première diffusion italienne: 11 septembre 2012
- Résumé: Au cours de sport, Violetta se moque de Mia et la fait tomber mais un garçon nommé Vincent l'aide à se relever au moment où le bracelet de la jeune fille s'allume. Elle regarde à l'intérieur de son livre où est écrit un oracle qui est le mot de passe pour aller à Centopia. En le citant, elle atterrit près de Lyria et de Phuddle qui fait de la musique désagréable avec son tromptusse. Avec la bague de l'amitié, elle retrouve Mo et Yuko qui racontent l'histoire de Panthéa, une reine diabolique qui prend les cornes de licorne pour diminuer sa vieillesse. Quand les guerriers de Panthéa (les munculus) dirigés par Gargonna arrivent pour prendre les cornes des licornes, Mia remarque que le tromptusse peut détruire un munculus. Le tromptusse peut alors détruire Panthéa.

### Épisode 3: Le tromptusse de la gloire
- Titre allemand: Eine seltsames Orakel
- Titre italien: Ricostruzione
- Titre anglais: Restoration
- Première diffusion française:
- Première diffusion italienne: 12 septembre 2012
- Résumé: Vincent montre à Mia une vieille cabane de jardinier qu'il appelle" son monde". Quand le bracelet de Mia s'allume, elle dit à Vincent de sortir de la cabane et elle cite l'oracle et atterrit près de Lyria. Soudain, elle voit des feux d'artifice qui viennent du palais du roi Raynor et de la reine Mayla, les parents de Mo. Ils organisent une fête pour le tromptusse qui est l'arme ultime pour vaincre Panthéa. En voulant en construire d'autres, Phuddle prend le tromptusse et le détruit. En apprenant la nouvelle, Mia et ses amis doivent trouver l'esquisse pour reconstruire le tromptusse.

### Épisode 4: Une bataille de perdue
- Titre allemand: Der verlorene Trumptuss
- Titre italien: Il Trumptus perduto
- Titre anglais: Trumptuss lost
- Première diffusion française:
- Première diffusion italienne: 13 septembre 2012
- Résumé: Dès que le bracelet de Mia s'allume, Mia cite l'oracle et atterrit près de Lyria qui est sur les terres de Panthéa entouré d'une brume toxique. Mo et Yuko, eux arrivent avec le tromptusse mais finalement, Gargonna a capturé les jeunes elfes qui ont essayé de la désintégrer avec le tromptusse mais à cause de la brume toxique, ils tombent par terre. Gargonna remet le tromptusse à Panthéa qui la détruit et la disperse dans les coins les plus reculés de Centopia.

### Épisode 5: La corne d'Or
- Titre allemand: Das goldene Einhorn
- Titre italien: Il figlio dorato
- Titre anglais: The golden sone
- Première diffusion française:
- Première diffusion italienne: 14 septembre 2012
  - Résumé: Quand Mia arrive à Centopia, Lyria est enceinte. Tous les bébés naissent dans la grotte de la licorne de l'eau mais Lyria ne peut pas s'y rendre. Mia et Mo s'y rendent pour parler à la licorne de l'eau, une des gardiennes de Centopia qui appelle la licorne du vent qui ramène Lyria à la grotte en la protégeant des munculus. Arrivée dans la grotte, Lyria donne naissance à Onchao, une licorne ailée avec une corne d'or. Onchao a le pouvoir de redonner vie aux terres abattues par Panthéa.

### Épisode 6: Le sacrifice
- Titre allemand: Onchao und das Paradies
- Titre italien: L'oasi di Onchao
- Titre anglais: Onchao's oasis
- Première diffusion française:
- Première diffusion italienne: 15 septembre 2012
- Résumé: Lors d'une sortie scolaire, le bracelet de Mia s'allume et elle s'enfuit avec Vincent qui connait son secret mais Paula les suit. Mia a trouvé une excuse pour chasser Paula. Le nouvel oracle décourage Mia mais elle le cite et atterrit près de Lyria et de Onchao qui créaient des Oasis. Les elfes apprennent aussi que Onchao a le pouvoir de retrouver les pièces du tromptusse. Mais les munculus arrivent et ne doivent pas capturer Onchao. Pour ne pas le retrouver, les elfes cachent Onchao mais cette cachette n'est pas sûre et Lyria se sacrifie pour protéger son fils des munculus. Mia essaye de la sauver en vain. Onchao est recueilli dans le cratère des elfes en sécurité.

### Épisode 7: La cérémonie du thé
- Titre allemand:
- Titre italien:
- Titre anglais:
- Première diffusion française:
- Première diffusion italienne:
- Résumé: Violetta tourmente Vincent pour avoir des informations sur Mia et son livre.

### Épisode 8: Un pique-nique inoubliable
- Titre allemand
- Titre italien:
- Titre anglais:
- Première diffusion française:
- Première diffusion italienne:
- Résumé: Une éducation pour les filles de la pension et Violetta se moque de Mia.

### Épisode 9: Une amitié extraordinaire
- Titre allemand
- Titre italien:
- Titre anglais:
- Première diffusion française:
- Première diffusion italienne:
- Résumé: Mia cherche a recollé le livre mais Violetta demande à Paula qui est naïve de salir le livre pour faire semblant d’être maladroit pour s'emparer du livre.

### Épisode 10: La licorne de la terre
- Titre allemand
- Titre italien:
- Titre anglais:
- Première diffusion française:
- Première diffusion italienne:
- Résumé: Vincent cherche à s'introduire à Centopia mais rien ne marche.

### Épisode 11: Les trésors des catacombes
- Titre allemand
- Titre italien:
- Titre anglais:
- Première diffusion française:
- Première diffusion italienne:
- Résumé: Violetta cherche à humilier Mia et Vincent dans le cours de théâtre. De plus, il y aura la 1re connaissance de Polytheus.

### Épisode 12: Phuddle ce héros
- Titre allemand
- Titre italien:
- Titre anglais:
- Première diffusion française:
- Première diffusion italienne:
- Résumé: Violetta cherche à humilier Mia par tentative en se servant de Paula mais cela change en bataille de pâte.

### Épisode 13: La licorne de feu
- Titre allemand
- Titre italien:
- Titre anglais:
- Première diffusion française:
- Première diffusion italienne:
- Résumé: Paula va devenir une traîtresse pour Violetta.

### Épisode 14: La forêt morte
- Titre allemand
- Titre italien:
- Titre anglais:
- Première diffusion française:
- Première diffusion italienne:
- Résumé: Violetta fait une farce pour se venger de Paula et Mia.

### Épisode 15: Une étrange lanterne
- Titre allemand
- Titre italien:
- Titre anglais:
- Première diffusion française:
- Première diffusion italienne:
- Résumé: Polytheus tend un piège pour Mia avec une lanterne.

### Épisode 16: Le piège à licornes
- Titre allemand
- Titre italien:
- Titre anglais:
- Première diffusion française:
- Première diffusion italienne:
- Résumé: Un camp en sortie organisé et Violetta tourmente nos protagonistes.

### Épisode 17: Fleurs d'arc en ciel
- Titre allemand
- Titre italien:
- Titre anglais:
- Première diffusion française:
- Première diffusion italienne:
- Résumé: Mia porte la robe de Violetta sans s'en rendre compte.

### Épisode 18: Roi Mo cœur de lion
- Titre allemand
- Titre italien:
- Titre anglais:
- Première diffusion française:
- Première diffusion italienne:
- Résumé: Un charmant étudiant fait son apparition.

### Épisode 19: Le Clavicorne
- Titre allemand
- Titre italien:
- Titre anglais:
- Première diffusion française:
- Première diffusion italienne:
- Résumé: L'instrument de Phuddle envoute les monculus.

### Épisode 20: La Caverne de la vérité
- Titre allemand
- Titre italien:
- Titre anglais:
- Première diffusion française:
- Première diffusion italienne:
- Résumé: Une rédaction sur Violetta doit être faite par Mia.

### Épisode 21: Les falaises ventés
- Titre allemand
- Titre italien:
- Titre anglais:
- Première diffusion française:
- Première diffusion italienne:
- Résumé: Le jardinage organisé pour les jeunes étudiants.

### Épisode 22: Le masque de la lune
- Titre allemand
- Titre italien:
- Titre anglais:
- Première diffusion française:
- Première diffusion italienne:
- Résumé: La vente de chocolat est organisée.

### Épisode 23: Un ami inattendu
- Titre allemand
- Titre italien:
- Titre anglais:
- Première diffusion française:
- Première diffusion italienne:
- Résumé: Une fête pour Polytheus par nos protagonistes ( mia et sa troupes )

### Épisode 24: Des larmes de joies
- Titre allemand
- Titre italien:
- Titre anglais:
- Première diffusion française:
- Première diffusion italienne:
- Résumé: L'avant dernière morceau de tromptus à récupérer.

### Épisode 25 :La dernière pièce
- Titre allemand
- Titre italien:
- Titre anglais:
- Première diffusion française:
- Première diffusion italienne:
- Résumé: Paula a découvert la vraie nature de Mia et le dernier morceau de tromptus est à récupérer.

### Épisode 26: Une page se tourne
- Titre allemand
- Titre italien:
- Titre anglais:
- Première diffusion française:
- Première diffusion italienne:
- Résumé: Le tromptus est reconstitué et Pantheas sera vaincu avec ses monculus et puis les au revoir entre connaissance. De plus, tous les personnages font la dernière apparition sur cet épisode.